# Ouest 3701–3745
Die Ouest 3701–3745 waren Tenderlokomotiven der Chemins de fer de l’Ouest, die im Vorortverkehr eingesetzt waren. 

## Geschichte
Ab 1897 beschaffte Ouest eine Serie von 45 Tenderlokomotiven mit drei Kuppelachsen und einem vorlaufenden Drehgestell. Sie waren konstruktiv von den vier Vorserien-Schlepptenderlokomotiven 2301–2304 abgeleitet.
Die Lokomotive Nr. 3712 war an der Weltausstellung Paris 1900 ausgestellt.

## Betrieb
Die Lokomotiven wurden für Vorortszüge eingesetzt, wo sie Dreikuppler-Tenderlokomotiven ablösten. Ein weiteres Einsatzgebiet waren die Strecken in der Normandie, wo sie vor Güter- und Personenzügen auf den Strecken rund um Dieppe, Lisieux, Le Havre und Rouen eingesetzt wurden.    
Als 1908 die Ouest von der Chemins de fer de l’État übernommen wurde, erhielten die Lokomotiven die provisorischen Nummern 0701 bis 0745, danach die Nummer 32.001–045.   
Ab 1920 wurde nach und nach die gesamte Serie in ländliche Gebiete versetzt, einige Lokomotiven gelangten nach Rochefort. 1938 erhielten sie bei der Übernahme durch die SNCF die Nummern 230 TA 001 bis 045, wobei einige Lokomotiven bereits ausrangiert waren.   
1942 wurden fünf Maschinen mit einer vierten Kuppelachse zu 2’Dt-Maschinen umgebaut, wodurch die Traktion verbessert wurde und gleichzeitig mehr Vorräte mitgenommen werden konnten. Diese Lokomotiven wurden im Rangierdienst eingesetzt.   
Die letzte ausgemusterte Lokomotive war die 230 TA 041, die 1951 abgestellt wurde.